# マジカルポップン
『マジカルポップン』 (Magical Pop'n) は、1995年3月10日に日本のパック・イン・ビデオから発売されたスーパーファミコン用横スクロールアクションゲーム。
プレイヤーは魔法使いの少女「ポップン」を操作し、魔王を倒して奪われた秘宝を取り戻すために様々な魔法を習得・使用しながらゲームを進めていく内容となっている。主人公のキャラクターボイスはタレントの飯島愛が担当しており、飯島の声優デビュー作でもある。
開発はポーラスターが行い、プロデューサーは『牧場物語シリーズ』を手掛けた和田康宏およびPC-FX用ソフト『みにまむなのにっく』（1997年）を手掛けた原昭太郎、パッケージイラストはイラストレーターの赤井孝美が担当している。

## ゲーム内容
全6ステージからなるスタンダードな横スクロールアクションゲームで、操作性は抜群に良い。一方、ステージの構造が複雑であり、なおかつパスワード機能やセーブ機能もなくクリアには長時間の拘束を余儀なくされるため、家庭で長時間ゲームを続けることを許されない子供には不向き。

## ストーリー
突然魔王が王国の秘宝を奪い去っていった！王女は奪われた秘宝を取り戻すため、単身戦いの旅に出た！

## スタッフ
- プログラム：谷広幸
- デザイン：谷広幸、中嶋秀敏、田尻一直、保屋野潤
- アートワーク：中嶋秀敏、田尻一直、保屋野潤
- アシスタント・アートワーク：徳武由美子、かわしまかおり
- 音楽、効果音：石橋一郎
- キャラクター・ボイス：飯島愛
- ゼネラル・マネージャー：木津精一
- プロデューサー：和田康宏、原昭太郎
- プロモーション：大野泰生、関根彰規、沓沢順一、金沢十三男、石川真理子
- アートワーク：富田千穂、GRAPH
- スペシャル・サンクス：宮沢徹、川野広行、鈴木丈司、なかまわたる
- パッケージ・キャラクター・デザイン：赤井孝美

## 評価
ゲーム誌『ファミコン通信』の「クロスレビュー」では6・5・6・6の合計23点（満40点）、『ファミリーコンピュータMagazine』の読者投票による「ゲーム通信簿」での評価は以下の通り、18.8点（満30点）となっている。
| 項目 | キャラクタ | 音楽 | お買得度 | 操作性 | 熱中度 | オリジナリティ | 総合 |
| 得点 | 3.2        | 3.0  | 2.9      | 3.3    | 3.2    | 3.2            | 18.8 |

本作の主人公「ポップン」の声を飯島愛が担当した事に関して、主人公はロリ萌え系であり、棒読みでハスキーな飯島の声をあてがったことには批判もある。
本作のソフトにはプレミアがついており、2016年の文献によると、箱付き10万円、カセットのみ2～3万円で取引された実績もある。2018年の報告ではオークションによって8万円での落札も記録されたという。